# Ruszlán
A Ruszlán török eredetű orosz férfinév, jelentése: oroszlán. Női párja: Ruszlána.

## Gyakorisága
Az 1990-es években szórványos név, a 2000-es években nem szerepel a 100 leggyakoribb férfinév között.

## Rokon nevek
Arszlán

## Névnapok
- július 17.[2]

## Híres Ruszlánok
- Ruszlan Csagalev ukrán bokszoló